# Philipp von Breidbach-Bürresheim gen. vom Ried
Philipp Jakob Freiherr von Breidbach-Bürresheim gen. vom Riedt  (* 10. Dezember 1792 in Mainz; † 7. November 1845 in Wiesbaden) war ein deutscher Oberzeremonienmeister und Abgeordneter.

## Leben
Philipp Jakob von Breidbach zu Bürresheim war der Sohn des kurmainzischen Geheimen Rates, Generalfeldmarschall-Leutnants und Kriegsratspräsident Friedrich Philipp Carl Johannes Nepomuk Freiherr von Breidbach-Bürresheim (* 8. Juni 1754 in Mainz; † 29. April 1805 in Aschaffenburg)  und dessen Ehefrau Philippine Magdalene Gräfin und Edle von und zu Eltz gen. Faust von Stromberg (* 22. November 1757 in Mainz; † 27. September 1797 ebenda), der Tochter des kaiserlichen und kurmainzischen Geheimen Rats und Kämmerers Anselm Casimir Franz Graf und Edler Herr von und zu Eltz-Kempenich gen. Faust von Stromberg und der Eva Maria Johanna Freiin Faust von Stromberg.
Breidbach-Bürresheim, der katholischer Konfession war, heiratete am 11. Juni 1833 Caroline Walburga Philippina Freiin von Greiffenclau zu Vollrads (* 21. Januar 1808; † 29. März 1858), die Tochter des k.k. Kämmerers Philipp Karl Freiherr von Greiffenclau zu Vollrads und der Walburga Gräfin von Wallis.
Breidbach-Bürresheim war Oberzeremonienmeister. 1831–1841 gehörte er als Vertreter des Grafen von Waldbott-Bassenheim und 1843–1845 als Vertreter des Fürsten zu Wied der Herrenbank dem Landtag des Herzogtums Nassau an.